# Frank Murkowski
Frank Hughes Murkowski (Seattle, 28 marzo 1933) è un politico statunitense, senatore per lo stato dell'Alaska dal 1981 al 2002 e governatore dello stesso stato dal 2002 al 2006.

## Biografia
Nato a Seattle, dopo gli studi Murkowski si dedicò alla politica come membro del Partito Repubblicano e nel frattempo lavorò come banchiere.
Nel 1970 si candidò alla Camera dei Rappresentanti ma fu sconfitto dall'avversario democratico Nick Begich. Dieci anni dopo, Murkowski si candidò al Senato e riuscì ad essere eletto. Venne riconfermato per altri tre mandati nel 1986, nel 1992 e nel 1998.
Nel 2002, mentre era ancora in carica come senatore, Murkowski decise di candidarsi alla carica di governatore, riuscendo a vincere le elezioni. La costituzione dello stato prevedeva che, in caso di vacanza di un seggio senatoriale, il governatore aveva il compito di nominare un nuovo senatore. Murkowski, nelle vesti di governatore, decise di affidare il suo vecchio seggio alla figlia Lisa, sebbene tale gesto gli valse alcune accuse di nepotismo.
Nel 2006 Murkowski chiese un secondo mandato come governatore, ma arrivò solo terzo nelle primarie repubblicane, che vennero vinte da Sarah Palin, la quale fu poi eletta governatrice.
Murkowski dovette così abbandonare il seggio e si ritirò a vita privata.